# SITA (trasporti)

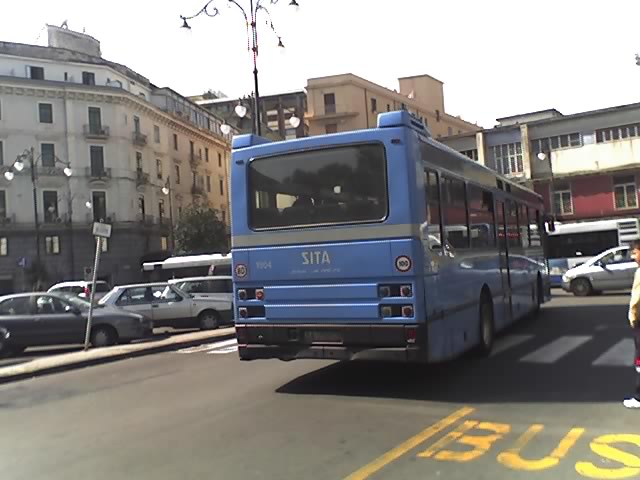
Stazione di Salerno

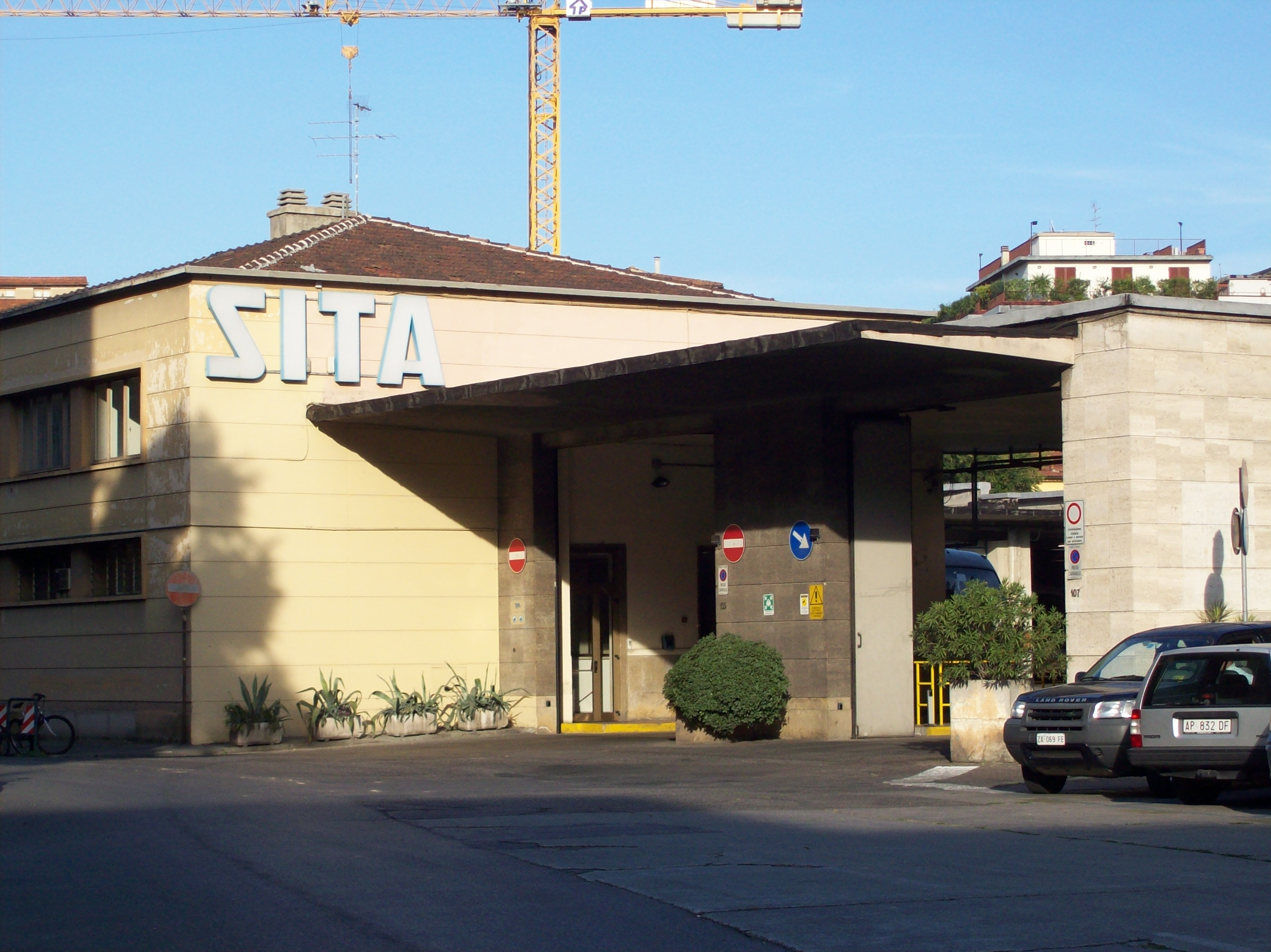
Deposito e Officine a Firenze

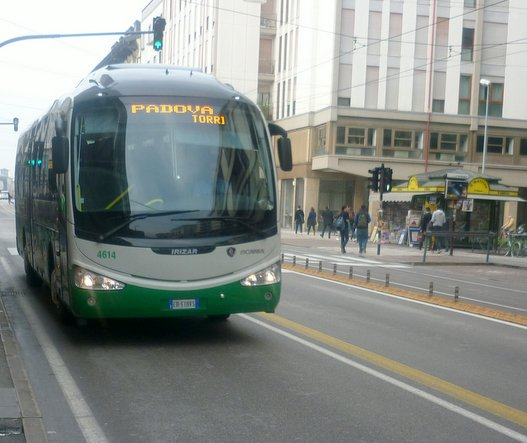
Autobus Scania Irizar del 2010 della Sita in Veneto

SITA S.p.A., dove SITA è acronimo di Società Italiana Trasporti Automobilistici, è stata un'azienda di trasporto pubblico locale italiana parte del gruppo FIAT e in seguito del gruppo Ferrovie dello Stato Italiane.

Fu fondata il 6 settembre 1912 a Torino su iniziativa di FIAT e altri azionisti, iniziando a gestire autolinee a lunga percorrenza in Toscana, dove trasferì la sede nel 1936. Nel 1987 fu acquistata da SOGIN, società finanziaria del gruppo Vinella, che fu a sua volta acquisita nel 1993 da Ferrovie dello Stato Italiane per il 55%. Nel 2011 SITA incorporò SOGIN e fu scissa in due società distinte: FS Trasporti su Gomma (divenuta poi Busitalia-Sita Nord), sotto il controllo di Ferrovie dello Stato, e Sicurezza Trasporti Autolinee-Sita Sud, sotto il controllo della finanziaria Fin-Part (parte del gruppo Vinella).

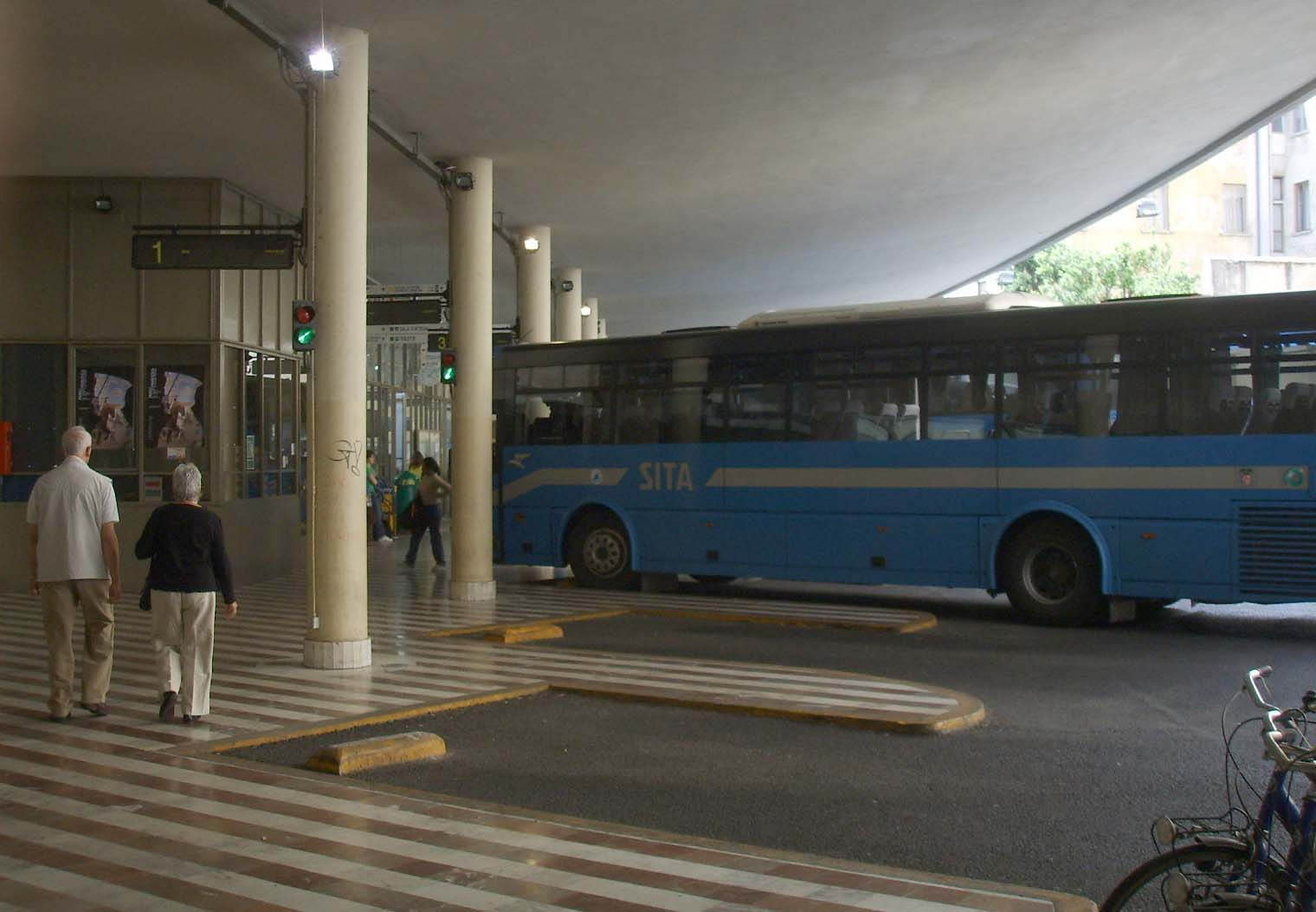
Stazione Sita a Firenze, nella stazione di Via Santa Caterina da Siena

## Storia
La società SITA nacque a Torino, nel 1912, su iniziativa della Fiat e di altri azionisti.
Gli anni tra le due guerre videro la società radicarsi sul territorio, prima iniziando il suo servizio di trasporto in tre regioni (Piemonte, Toscana e Basilicata) per estendersi poi in tutta Italia. Durante gli anni del Fascismo, con la politica autarchica del regime, la Fiat indirizzò i capitali verso il trasporto su gomma e verso il turismo di massa: SITA rilevò allora alcune società di trasporto allargandosi al settore Gran Turismo.
SITA gestì negli anni direttamente anche alcuni sistemi di trasporto ad impianto fisso e autolinee urbane attraverso le seguenti controllate:
- Società Tramvie Elettriche di Carrara (fino al 1955)
- Società Tramvie Elettriche di Toscana (fino al 1948)
- Società Tramvie Elettriche Savonesi
- Società Autotrasporti Senesi
- Società Automobilistica Atesina
- filovia Rimini-Riccione (gestione diretta, dal 1939 al 1960; in precedenza aveva gestito la tranvia tra le due località[2])

Del medesimo gruppo FIAT facevano parte ulteriori aziende di trasporto pubblico:
- STU - Società Trasporti Urbani (Rete filoviaria di Ferrara fino al 1956, rete filoviaria di Livorno fino al 1950, reti tranviaria e filoviaria di Firenze, fino al 1946)
- SFM - Società Filovie Mestre (Rete filoviaria di Venezia Mestre, fino al 1965)
- STEL - Società Trasporti Elettrici Liguri (filovia di Sanremo, fino al 1975)

Dopo il ridimensionamento dell'attività turistica durante il secondo conflitto mondiale, quelli del dopoguerra furono per la società anni di ricostruzione e di ripresa dell'attività turistica di massa, messa in discussione negli anni sessanta con il boom della motorizzazione privata. La Fiat iniziò allora un progressivo abbandono del settore degli autotrasporti che si concluse nel 1987 con la cessione della società a Sogin s.r.l., finanziaria della famiglia pugliese Vinella, che intraprese una vasta opera di miglioramento e riammodernamento con l'acquisto di nuovo materiale.
Nell'ottobre del 1993 le Ferrovie dello Stato acquistano il 55% del pacchetto azionario della società Sogin s.r.l. allo scopo di conseguire la realizzazione di un disegno strategico per lo sviluppo integrato di un sistema ferro-gomma, ritornando a servire linee precedentemente abbandonate durante la guerra e negli anni sessanta. In tale periodo la società aveva una sede centrale a Firenze e direzioni regionali in Basilicata, Campania, Puglia, Toscana, Veneto ed anche Lazio.
Nel dicembre del 1999, SITA vinse la gara per l'acquisizione del 49% del capitale delle Ferrovie Nord Milano Autoservizi, società delle Ferrovie Nord Milano, partecipazione poi dismessa nel 2010.
SITA partecipò anche per il 51% al consorzio Tevere TPL (operativa dal 1º gennaio 2006), società che, per conto dell'ATAC, gestì fino al 2010 le linee esternalizzate della rete di TPL della città di Roma. Si trattava perlopiù di tratte periferiche e notturne, esercite con autobus di proprietà ATAC.
Nel 2008 la gestione delle linee venne assunta dalla capogruppo Sogin
Alle soglie del primo secolo di vita, la SITA concluse il suo capitolo di società unica a carattere nazionale: il 19 maggio 2011 si attuò infatti la fusione di Sogin s.r.l. in Sita s.p.a., la quale a sua volta viene scissa in due nuove società:
- FS Trasporti su Gomma s.r.l., in seguito denominata Busitalia-Sita Nord[5] al 100% delle Ferrovie dello Stato, che gestisce le attività già Sita in Veneto e in Toscana e tutti i servizi ferroviari autosostitutivi nel territorio nazionale;
- Sicurezza e Trasporti Autolinee - Sita Sud s.r.l. al 100% della Fin-Part s.p.a.-Vinella Group, che gestisce le attività già SITA in Campania, Basilicata e Puglia[6].

## Servizi
Con riferimento agli ultimi anni di esercizio, la situazione era la seguente:

### Basilicata
In tale regione erano svolti collegamenti giornalieri tra Potenza e le principali città della provincia, compresa la zona industriale di Melfi; esisteva una seconda linea che collega Matera con le vicine città ioniche. Esistevano inoltre molte tratte a lunga percorrenza su tutto il territorio nazionale, come ad esempio quella che collega Senise a Milano e Torino, con tappe intermedie in alcuni paesi della Val d'Agri e a Polla (SA).
Dal 2011 questi servizi sono effettuati da Sicurezza e Trasporti Autolinee - Sita Sud s.r.l.

### Campania
In Campania SITA effettuava collegamenti giornalieri da Napoli e Salerno per la penisola sorrentina, per la costiera amalfitana, per i Monti Lattari, per la valle del Sele, per i monti Picentini, per il Litorale Cilentano, per il Vallo di Diano e la Provincia di Potenza, nonché tratte con capolinea ad Avellino e Napoli per il Vallo di Lauro.
Dal 2011 questi servizi sono effettuati da Sicurezza e Trasporti Autolinee - Sita Sud s.r.l.

### Puglia
La divisione regionale pugliese faceva parte del consorzio regionale Cotrap e, tra gli altri, curava il servizio Eurostar Link tra le stazioni RFI s.p.a. di Brindisi, Bari e Taranto.
Dal 2011 questi servizi sono effettuati da Sicurezza e Trasporti Autolinee - Sita Sud s.r.l.

### Toscana
In Toscana SITA gestiva il trasporto pubblico locale a livello extraurbano nelle province di Arezzo, Firenze, Pisa e Siena.
Dal 2005, in seguito alla decisione della Regione Toscana di assegnare il trasporto pubblico locale a un unico gestore per ciascuno dei quattordici lotti istituiti, SITA partecipò ai seguenti consorzi:
- Autolinee Chianti Valdarno s.c.a.r.l.;
- Autolinee Mugello Valdisieve s.c.a.r.l.;
- Etruria Mobilità s.c.a.r.l.;
- Piùbus s.c.a.r.l.;
- Siena Mobilità s.c.a.r.l..

Dal 2011 fino al subentro di Autolinee Toscane nel 2021, questi servizi erano erogati da Busitalia-Sita Nord.

### Veneto
In seguito al fallimento della società Auto Trasporti Padova s.p.a. e alla messa in liquidazione della Polesine Bus (a sua volta formata dalla fusione delle aziende pubbliche A.M.T.U.R. e A.P.E. di Rovigo e dalla seguente pubblicizzazione delle ditte private S.A.B. di Badia Polesine, Autoservizi Angelo Ferlin snc di Castelguglielmo, e Ferrari di Fiesso Umbertiano), SITA subentrò nella gestione dei servizi extraurbani rispettivamente delle province di Padova e Rovigo (in quest'ultima gestiva anche il servizio urbano del capoluogo) e in parte della provincia di Venezia.
Tra la gestione ATP e quella Sita il servizio di trasporto extraurbano nella provincia di Padova è stato gestito dalla Co-Atp, cooperativa costituita dal personale della fallita ATP dopo il fallimento della stessa (1993).
Una situazione analoga si verificò nella provincia di Rovigo, dove la SITA subentrò il 1º gennaio 1995 alle gestione della Cooperativa Trasporti Rovigo (C.T.R, azienda formata dal personale ex Polesine Bus, che ha operato dal giugno 1993 al 31 dicembre 1994).
Nella provincia di Rovigo la SITA gestiva sia il servizio extraurbano che quello urbano con dieci linee in funzione, nonché il servizio trasporto disabili.
Il personale viaggiante di Rovigo partecipava anche al funzionamento delle autolinee a lunga percorrenza Mestre-Padova-Rovigo-Ferrara-Bologna-Poggibonsi-Siena-Perugia-Messina-Giardini Naxos-Catania-Lentini-Comiso-Ragusa-Modica (gestita in collaborazione con SENA, SAIS e Baltour) e Padova-Abano Terme-Monaco di Baviera (servizio prevalentemente svolto dai colleghi della divisione turismo di Padova).
La SITA gestiva inoltre l'autolinea Padova-Vicenza in collaborazione con Ferrovie e Tramvie Vicentine e l'autolinea Padova-Treviso assieme alla società La Marca.
Dal 2011 questi servizi sono erogati da Busitalia-Sita Nord.